# Lancasteri Erzsébet exeteri hercegné
Lancasteri Erzsébet exeteri hercegné (Burford, 1363. február 21. – Burford, 1426. november 24.) Genti János herceg és Grosmont-i Blanka grófnő harmadik gyermeke és második leánya.
Egy nővére (Filippa), egy bátyja (János), három öccse (Eduárd, John és Henry) és egy húga (Isabel) volt.
1380. június 24-én a Kenilworth Kastélyban a 17 éves Erzsébet hozzáment a mindössze 7 éves John Hastings-hez, Pembroke 3. grófjához, ám a frigyet 6 év múlva, 1386. június 24-én semmissé nyilvánították. A válás után Erzsébet azonnal nőül ment II. Richárd angol király féltestvéréhez, a 34 éves John Holland-hoz, Exeter 1. hercegéhez, akit 1400-ban felségárulás vádjával kivégeztetett Erzsébet öccse, IV. Henrik király. Házasságuk 14 éve alatt öt gyermekük született, Konsztanca, Richárd, Alíz, János, Eduárd.
Holland halála után azonnal hozzáment az egy évvel fiatalabb John Cornwallhoz, Fanhope és Milbroke 1. bárójához, akinek két gyermeket szült, Constance-t és Johnt.
Erzsébet 1426. november 24-én 62 évesen halt meg. Szülőhelyén, a burfordi templomban helyezték őt végső nyugalomra. Férje, John Cornwall többé nem nősült újra. 1443. december 11-én, 78 évesen követte feleségét a sírba.